# Ruvubu nationalpark
Ruvubu nationalpark (franska: Parc national de la Ruvubu) är med sina 508 km² Burundis största nationalpark. Nationalparken instiftades 3 mars 1980 och är sedan 9 maj 2007 uppsatt på landets tentativa världsarvslista.
Nationalparken ligger i den centrala delen av landet, 110 kilometer öster om huvudstaden Bujumbura.